# Glycine canescens
Glycine canescens är en ärtväxtart som beskrevs av Frederick Joseph Hermann. Glycine canescens ingår i släktet sojabönor, och familjen ärtväxter. IUCN kategoriserar arten globalt som livskraftig. Inga underarter finns listade i Catalogue of Life.